# Cystostemon virescens
Cystostemon virescens är en strävbladig växtart som beskrevs av A.G. Miller och H. Riedl. Cystostemon virescens ingår i släktet Cystostemon, och familjen strävbladiga växter. Inga underarter finns listade i Catalogue of Life.